# الکساندر گولووین (هنرمند)
الکساندر گولووین (روسی: Алекса́ндр Я́ковлевич Голови́н؛ زاده ۱ مارس ۱۸۶۳ – درگذشته ۱۷ آوریل ۱۹۳۰) یک نقاش و طراح باله اهل امپراتوری روسیه بود.

## نگارخانه آثار

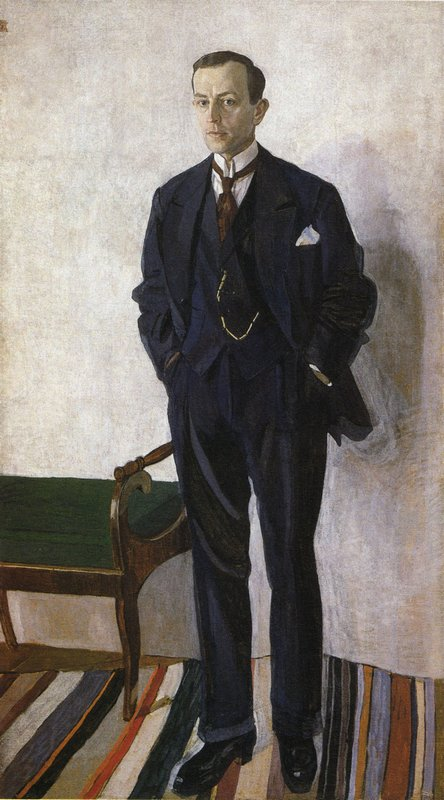
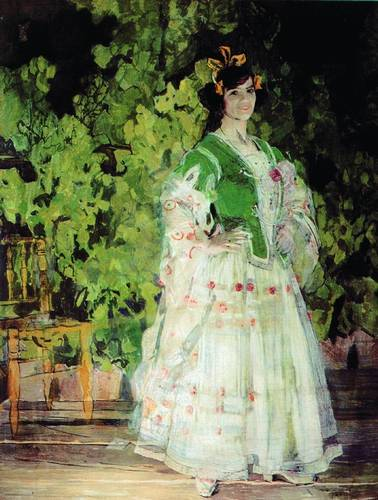
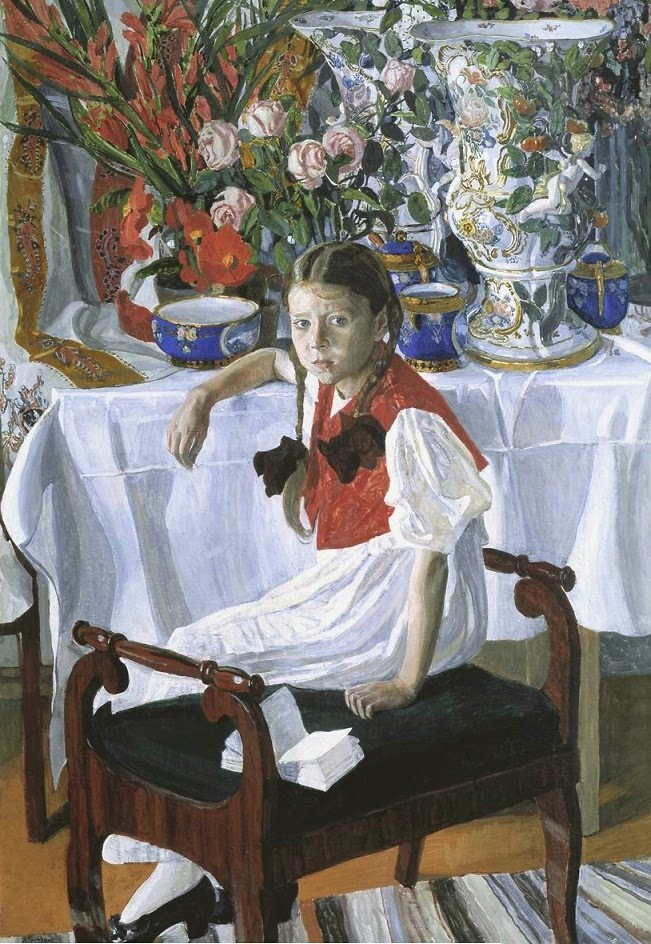
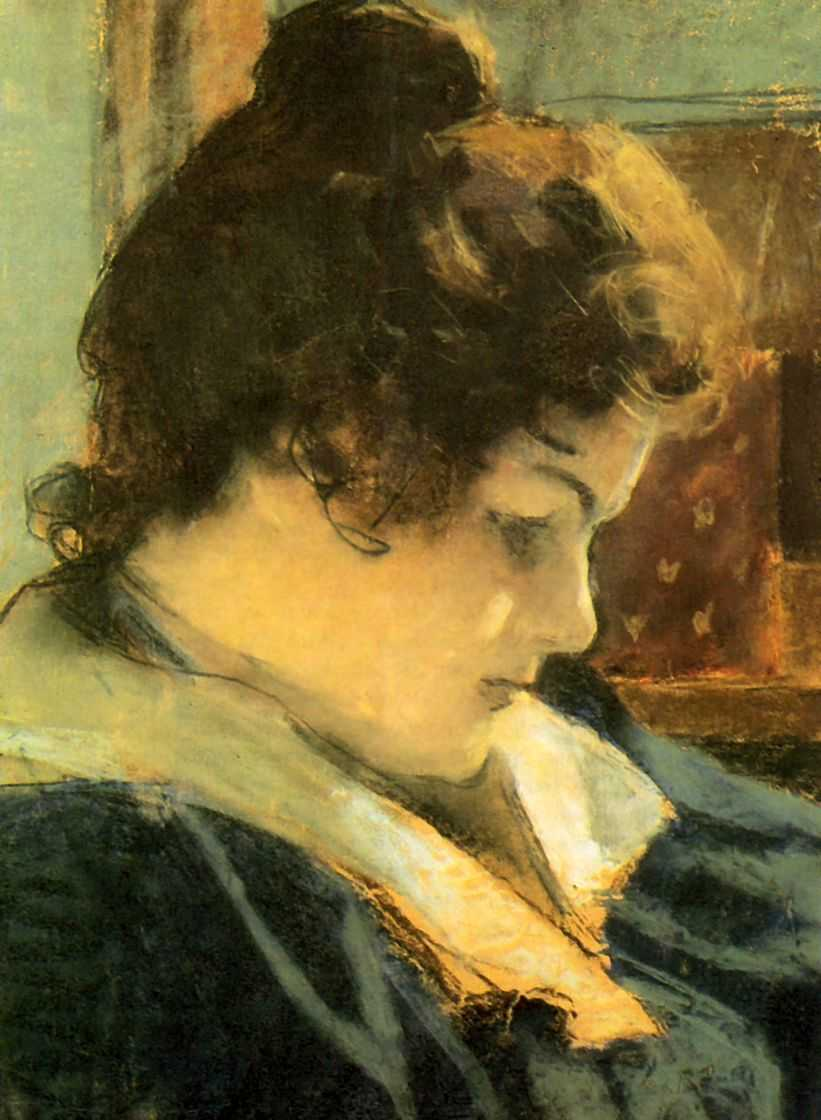
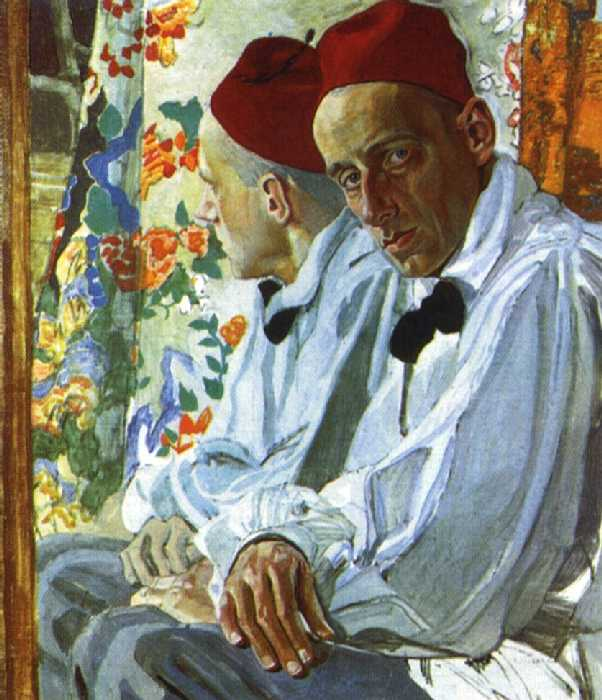
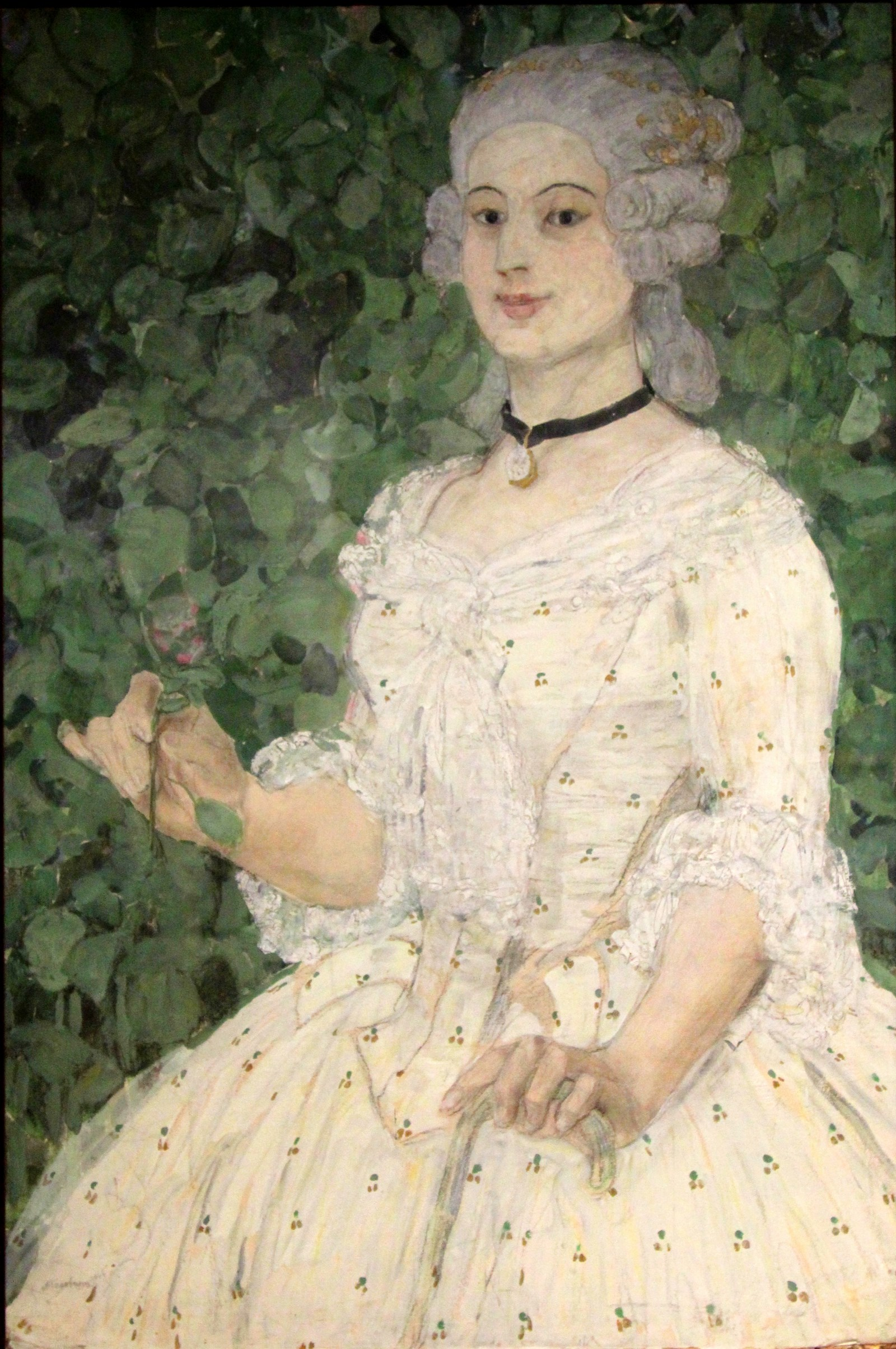
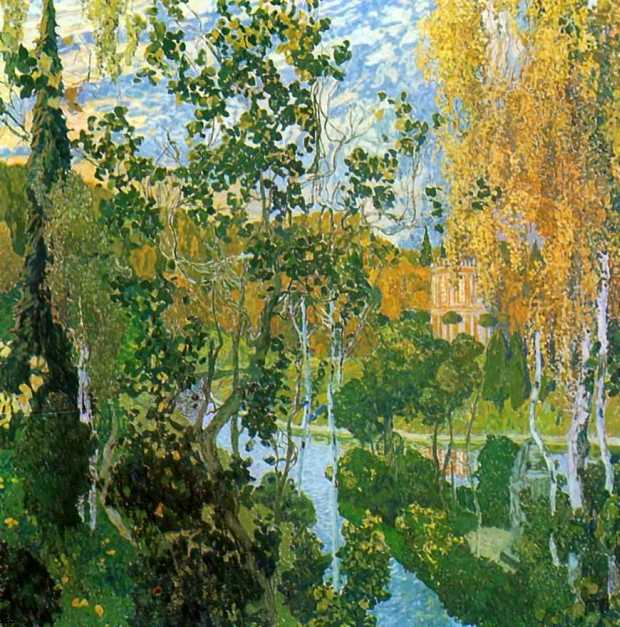
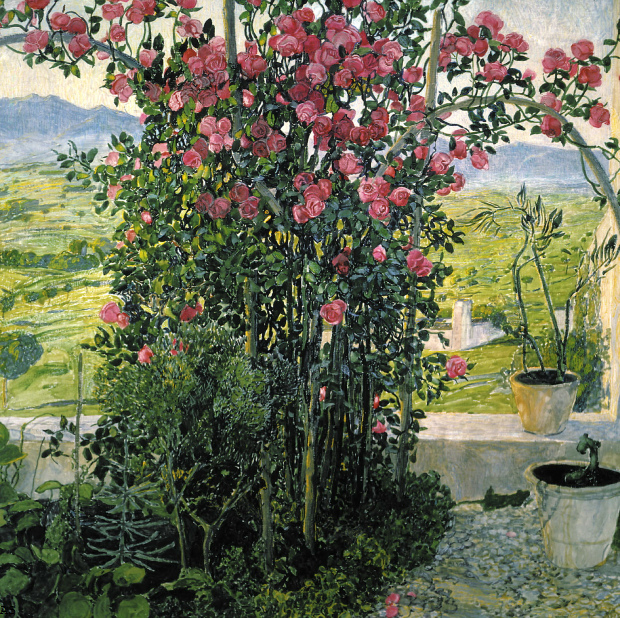
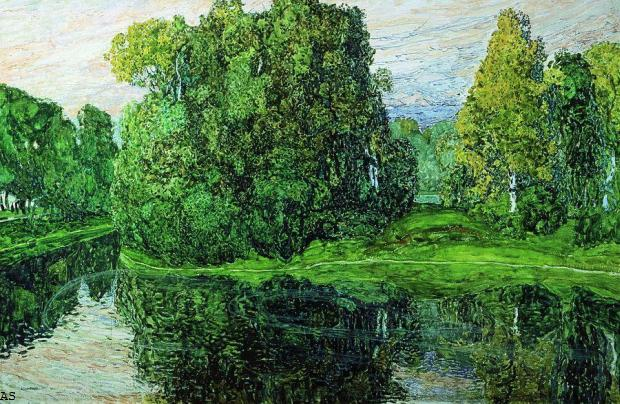
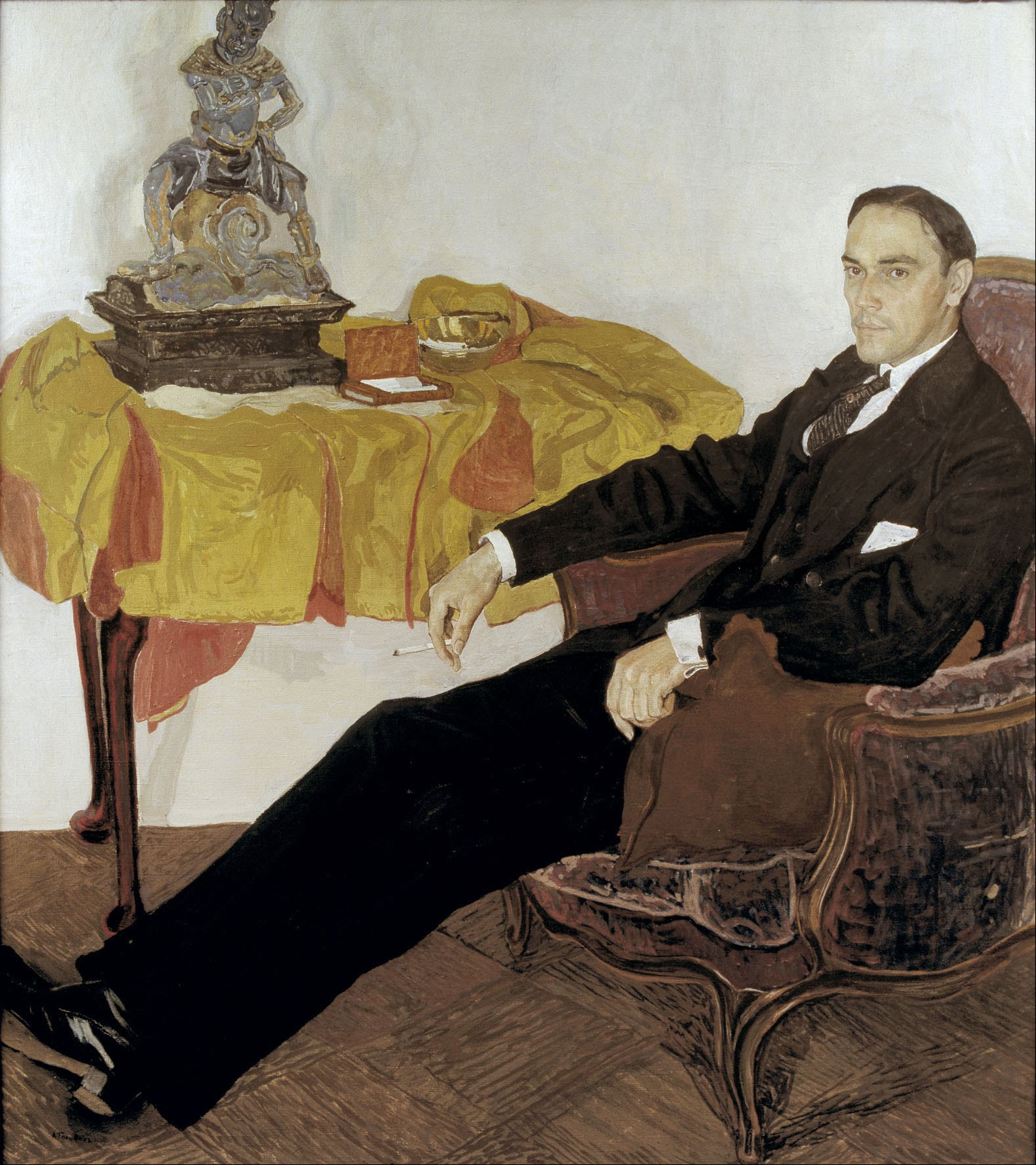
پرترهٔ میخائیل ترشچنکو